# Așezarea Breazova
Așezarea Breazova este un sit arheologic aflat pe teritoriul satului Breazova; comuna Sarmizegetusa. În Repertoriul Arheologic Național, monumentul apare cu codul 91072.02.01.